# Бегг, Набиль
Набиль Мохаммед Бегг (фидж. Nabil Mohammed Begg; родился 17 марта 2004) — фиджийский футболист, полузащитник новозеландского клуба «Окленд Сити» и национальной сборной Фиджи.

## Клубная карьера
Начал футбольную карьеру в фиджийском клубе «Мба». В марте 2024 года перешёл в новозеландский клуб «Окленд Сити».

## Карьера в сборной
Выступал за сборные Фиджи до 19, до 20 и до 23 лет.
В мае 2023 года сыграл на чемпионате мира (до 20 лет), который прошёл в Аргентине. На турнире провёл три матча группового этапа против сборных Словакии, США и Эквадора.
24 марта 2022 года дебютировал за главную сборную Фиджи в матче против сборной Папуа — Новой Гвинеи.